# جدال به خاطر عشق
جدال به خاطر عشق فیلمی به کارگردانی  و نویسندگی عبدالعلی خرمی محصول سال ۱۳۴۲ است.

## بازیگران
- مهین دیهیم
- نارملا
- سیروس قهرمانی
- اشرف کاشانی
- قدسی کاشانی
- عبدالعلی خرمی
- محمد زارع
- صمد صباحی
- صمد پیوند
- حمید
- نسرین
- امیرآبادی
- رضا عرب زاده
- مهری مهرنیا